# دون نومورا
دون نومورا (باليابانية: 団野村؛ بالكانا: だん のむら) هو لاعب كرة قاعدة ياباني، ولد في 17 مايو 1957 في تشوأو في اليابان.